# Valverde-Enrique
Valverde-Enrique es un municipio y lugar español de la provincia de León, en la comunidad autónoma de Castilla y León. Cuenta con una población de 152 habitantes (INE 2024). El municipio incluye dos pedanías, Castrovega de Valmadrigal y La Veguellina.

## Geografía
Integrado en la comarca de Valmadrigal, se sitúa a 46 kilómetros de la capital provincial. Su término municipal está atravesado por las carreteras N-601 entre los pK 283 y 288 y por la N-120. 
El relieve del municipio está formado por una amplia llanura salpicada por algunos arroyos y lagunas y por alguna elevación aislada, como caracteriza a la Tierra de Campos leonesa. La altitud del territorio oscila entre los 800 y los 865 metros de altitud. El núcleo urbano se alza a 836 metros sobre el nivel del mar.
| Noroeste: Matadeón de los Oteros                    | Norte: Santa Cristina de Valmadrigal | Noreste: Castrotierra de Valmadrigal |
| Oeste: Matanza de los Oteros                        |                                      | Este: Castrotierra de Valmadrigal    |
| Suroeste: Matanza de los Oteros y Mayorga (exclave) | Sur: Izagre                          | Sureste: Joarilla de las Matas       |

## Demografía
Cuenta con una población de 152 habitantes (INE 2024).
| Gráfica de evolución demográfica de Valverde-Enrique entre 1857 y 2021 |
| |
| Población de derecho según los censos de población del INE Población de hecho según los censos de población del INE Entre el censo de 1857 y el anterior aparece este municipio porque se segrega de Matadeón de los Oteros |

## Cultura

### Festividades

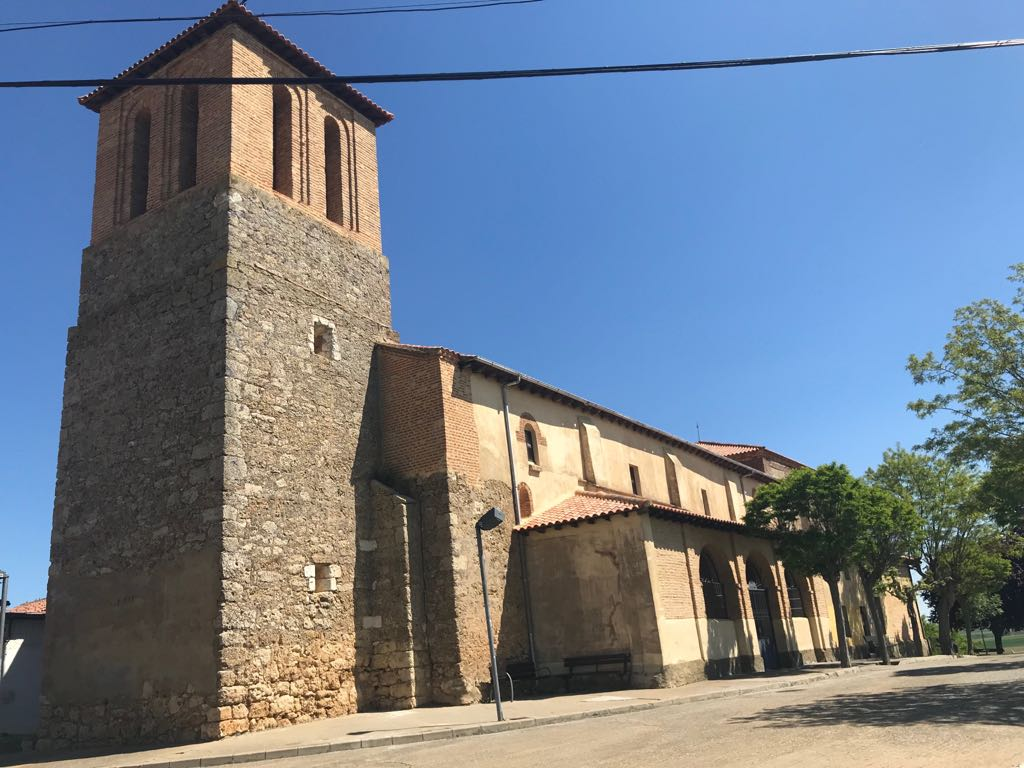
Iglesia de Valverde Enrique

La fiesta principal del pueblo es San Mamés y se celebra el 7 de agosto.
En Castrovega de Valmadrigal, sus fiestas patronales son el 2 de mayo (La Cruz) y el 29 de junio San Pedro.
En La Veguellina, se celebra la fiesta de San Andrés.

### Asociacionismo
El pueblo cuenta con una asociación juvenil llamada MoJuVE (Movimiento de la Juventud de Valverde Enrique), creada en 2007. En 2017 una nueva formación llamada MUSOS realizó las fiestas patronales de San Mamés y desde entonces intenta promover actividades durante todo el año.